# Radyně
Radyně (původně Karlskrone) je zřícenina hradu na buližníkovém stejnojmenném vrchu (567 metrů) ve Švihovské vrchovině, jižně od Starého Plzence v Plzeňském kraji. Zřícenina je chráněna jako kulturní památka. Hrad je přístupný veřejnosti.
Hrad založil před rokem 1361 král Karel IV. Do konce čtrnáctého století zůstal královským majetkem, ale roku 1400 jej Václav IV. poprvé zastavil. Během husitských válek Radyně představovala významný opěrný bod katolické šlechty. V následujících letech se v držení hradu vystřídali zástupci nižší šlechty, a význam hradu upadal. Koncem patnáctého století už sloužil jen jako lovecké sídlo pánů ze Šternberka a někdy během první poloviny šestnáctého století vyhořel. Roku 1536 Radyni získal Adam ze Šternberka do dědičného vlastnictví, ale v roce 1558 už byl hrad označen jako pustý.

## Historie

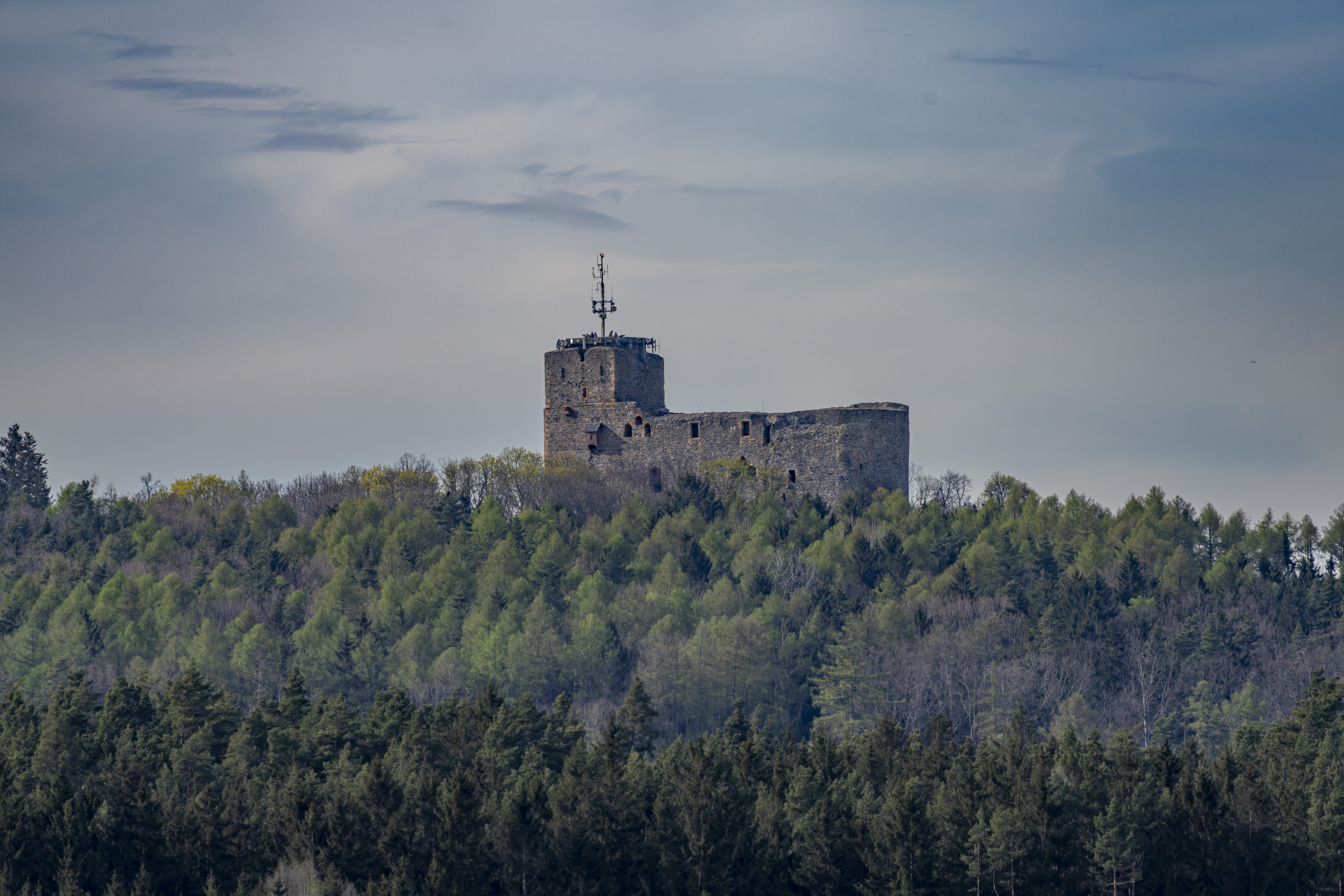
Zřícenina hradu Radyně od jihu

Původním správním centrem královského majetku v okolí Plzně byl raně středověký starý plzeňský hrad. V polovině třináctého století ztratil na významu, a sloužil jen jako sídlo purkrabích, ale nakonec přestal vyhovovat i jim. Potřeba opory panovnické moci však přetrvala, a proto král Karel IV. založil na blízkém skalnatém vrchu hrad nový a pojmenoval jej Karlskrone. Kdy přesně k tomu došlo není jasné, ale vhledem k podobě se šumavským Kašperkem se usuzuje, že oba hrady byly založeny v roce 1356. Podle Tomáše Durdíka byla Radyně založena až po Kašperku. Stavební projekt nejspíše vypracoval Michal Parléř, příbuzný Petra Parléře, ale stavbu pravděpodobně vedl Vít Hedvábný.

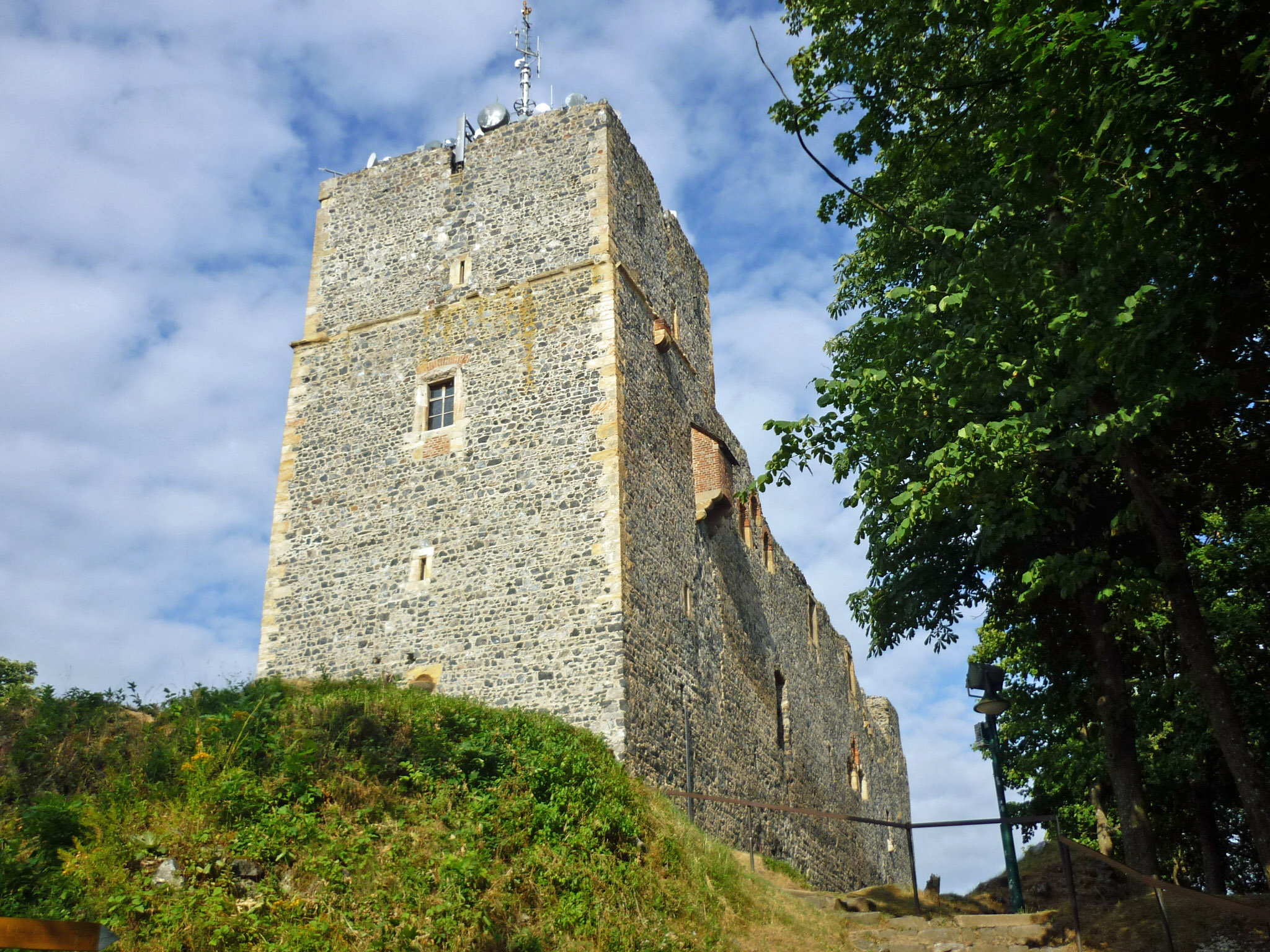
Jihozápadní nároží čtverhranné věže s arkýřovým prevétem

Roku 1361 byla stavba hotova, protože 3. července toho roku král na Karlštejně vydal listinu, kterou osvobodil od robot a platů obyvatele Starého Plzence. Ti měli nadále platit pouze 28 kop grošů ročně radyňskému purkrabímu. Povinností purkrabích bylo zajišťovat bezpečnost na cestách do Norimberka a Řezna, spravovat okolní královský majetek a soudit přímé panovníkovy poddané. Prvním purkrabím se stal Zdislav Chlup. Potřeby hradu zajišťoval manský systém, ke kterému patřily tvrze Javor, Mydlná, Pokonice, Šťáhlavy, Žákava ad. Soustava manství však zanikla před koncem čtrnáctého století. V roce 1381 zastával úřad purkrabího Jindřich Štipice.
Karlem zvolené jméno se neujalo. V roce 1370, kdy byl purkrabím jakýsi Blahuta, byl hrad v jedné listině označen jako Karlshut a po Karlově smrti převládl název Radyně odvozený podle kopce, na kterém hrad stojí. V době po roce 1434, kdy hrad spravoval Hrdoň z Dubňan, se hrad označoval německým jménem Gugelweit.

### Patnácté století

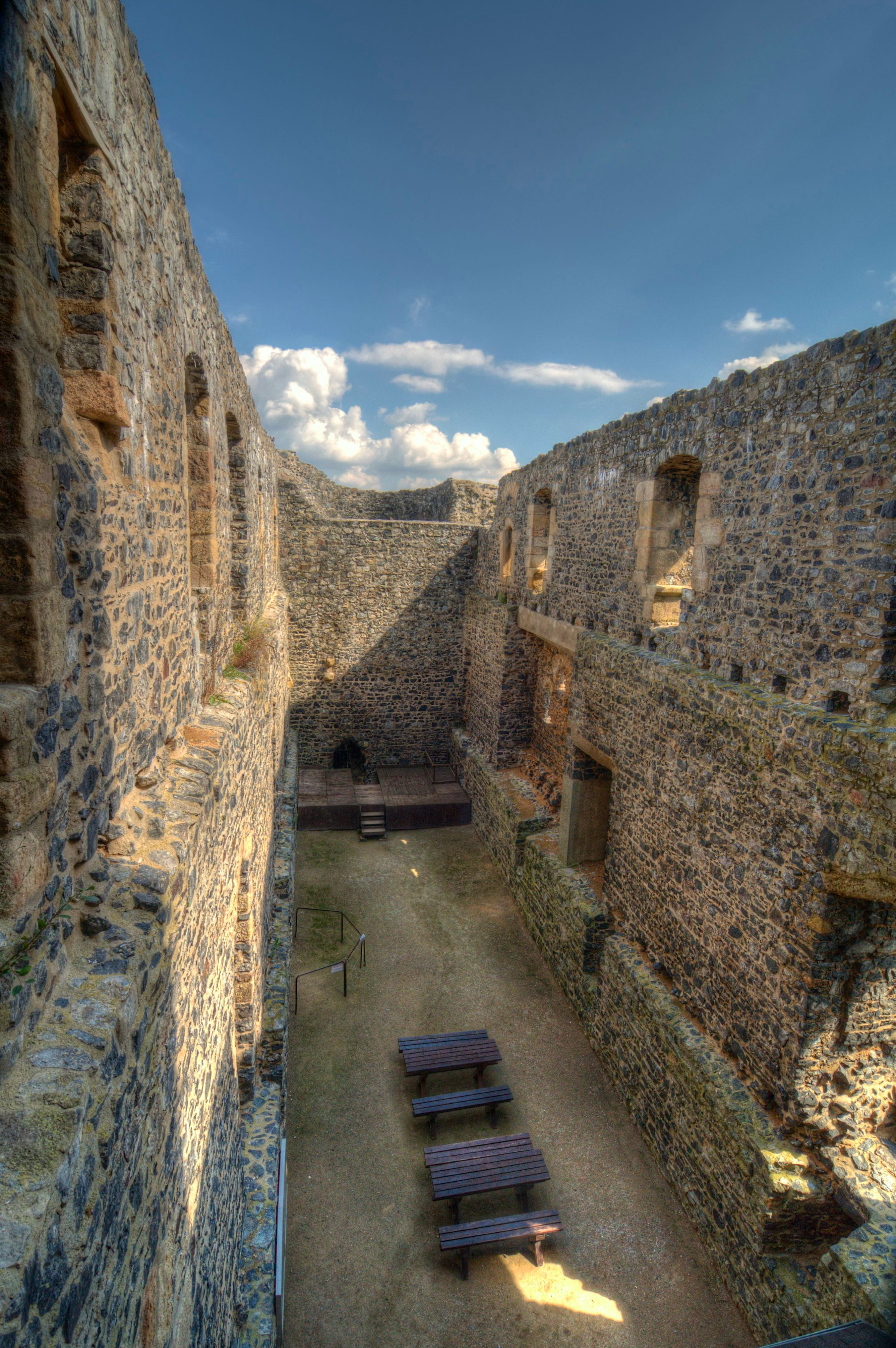
Interiér paláce od západu

V roce 1400 král Václav IV. Radyni se Starým Plzencem zastavil za tisíc kop grošů Zachařovi z Litovic, bývalému místopurkrabímu Pražského hradu. Ten na hradě sídlil ještě v roce 1410, ale někdy poté došlo k jeho vyplacení. Novým purkrabím se stal Oldřich z Letkova, který se začal stavět na stranu odbojné šlechty proti králi. Někdy v letech 1414–1418 proto panovník k Radyni vyslal vojsko. Není jisté, zda došlo k obléhání hradu, ale pravděpodobnější je, že se Oldřich sám vzdal. Literaturou uváděné Oldřichovo spojenectví pány z Rýzmburka nemá oporu v historických pramenech.
Během husitských válek hrad představoval oporu katolické strany krále Zikmunda a poskytl útočiště Šimonu Burdovi, knězi pražské konzistoře, který na Radyni sepisoval výklady kanonického práva. V letech 1427–1431 byl purkrabím Jindřich Švejda ze Sedlce, kterého vystřídal Hrdoň z Dubňan, jenž sehrál významnou úlohu při obraně husity obležené Plzně v letech 1433–1434. Za své zásluhy nejspíše dostal Radyni do zástavy. Jelikož neměl dědice, hrozilo, že po jeho smrti hrad připadne jako odúmrť panovníkovi. Uzavřel proto dohodu s Dobešem z Modřejovic, a v letech 1434–1437 hrad spravovali společně. Poslední zmínka o Hrdoňovi je z roku 1437, po kterém byl jako jediný majitel uváděn Dobeš Vrš z Modřejovic na Radyni. V sporech Strakonické jednoty s Jiřím z Poděbrad se Dobeš postavil na stranu zemského správce a roku 1450 v jeho službách padl při obléhání Gery.
Držitel hradu v letech 1450–1454 není jistý, ale mohl jím být Oldřich z Rakové. Král Ladislav Pohrobek totiž Radyni roku 1454 zastavil Zdeňkovi ze Šternberka za 300 kop grošů, přičemž nízká hodnota dluhu pojištěná velkým hradem byla formou odměny. Zdeňkovi se však hrad vzdálený od jeho dalších majetků nehodil, a proto jej nejspíš vzápětí zastavil Oldřichovi z Rakové, kterému zůstal do roku 1465.
Po Oldřichovi z Rakové Radyni dostal do zástavy Petr Kořenský z Terešova. Na rozdíl od Dobeše z Modřejovic se Petr postavil na stranu zelenohorské jednoty a krále Matyáše Korvína proti králi Jiřímu. V roce 1471 Matyášovi příznivci ohrožovali majetek Oldřicha Janovský z Janovic, který se raději rozhodl, že jim svůj hrad Buben prodá. V dohodě si vymínil volný odchod lidí i s majetkem. Petr Kořenský však dohodu porušil a Oldřichovy odjíždějící služebníky zajal a uvěznil na Radyni. Oldřich musel svůj majetek vykoupit. Jeho lidi však Petr Kořenský propustil až na přímý rozkaz krále Matyáše. Petr na Radyni sídlil do roku 1483. Někdy poté ji prodal a přestěhoval se nejspíše do Vlhav.

### Šestnácté století

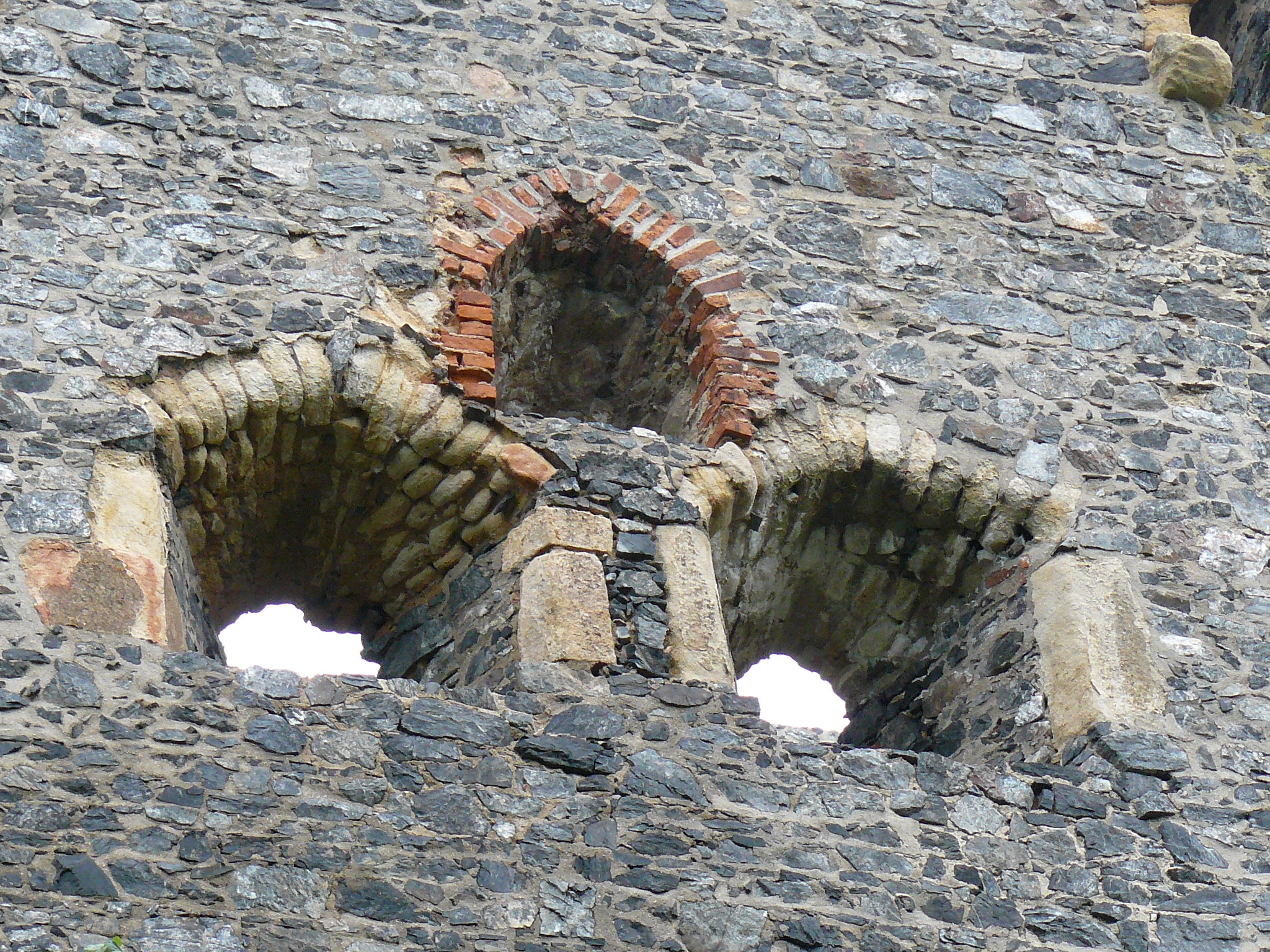
Trojice okének roubené komory

Další zpráva o Radyni pochází až z roku 1496, kdy hrad držel Ladislav ze Šternberka. Král Vladislav Jagellonský tehdy zvýšil zástavní částku o tisíc kop grošů, které Ladislav nejspíše utratil za údržbu hradu. Ladislav na hradě nesídlil, ale roku 1500 od panovníka získal výhradní právo lovu v okruhu dvou mil okolo hradu. Na samotném hradě snad prováděl úpravy interiérů, což dokládají kamnové kachle se znakem jeho rodu. Ladislav zemřel v roce 1521 a majetek po něm zdědil bratr Jan II. ze Šternberka, resp. jeho synové Adam a Jaroslav. Ti Radyni připojili k panství hradu Zelená hora. Podle Miloslava Bělohlávka hrad po Ladislavovi získal Albrecht ze Šternberka, kterému jej roku 1529 zkonfiskoval král Ferdinand I. Habsburský. Někdy v té době hrad vyhořel. Příčina požáru není jistá, ale Petr Rožmberský a Milan Novobilský předpokládají, že oheň zapálil úder blesku do okrouhlé věže a následný požár zničil palác a poškodil i čtverhrannou věž.
Zelenou horu dostal do zástavy Zdeněk Lev z Rožmitálu, ale v roce 1532 mu byla pro velké dluhy panovníkem zabavena. Roku 1536 Zelenou horu i s Radyní koupil Adam ze Šternberka do dědičného vlastnictví. Když si je v roce 1558 nechal zapsat do obnovených zemských desek, byla Radyně označena jako pustý hrad. V roce 1561 ji koupil Jiří Kokořovec z Kokořova a připojil ke svému šťáhlavskému panství.

### Pozdní dějiny

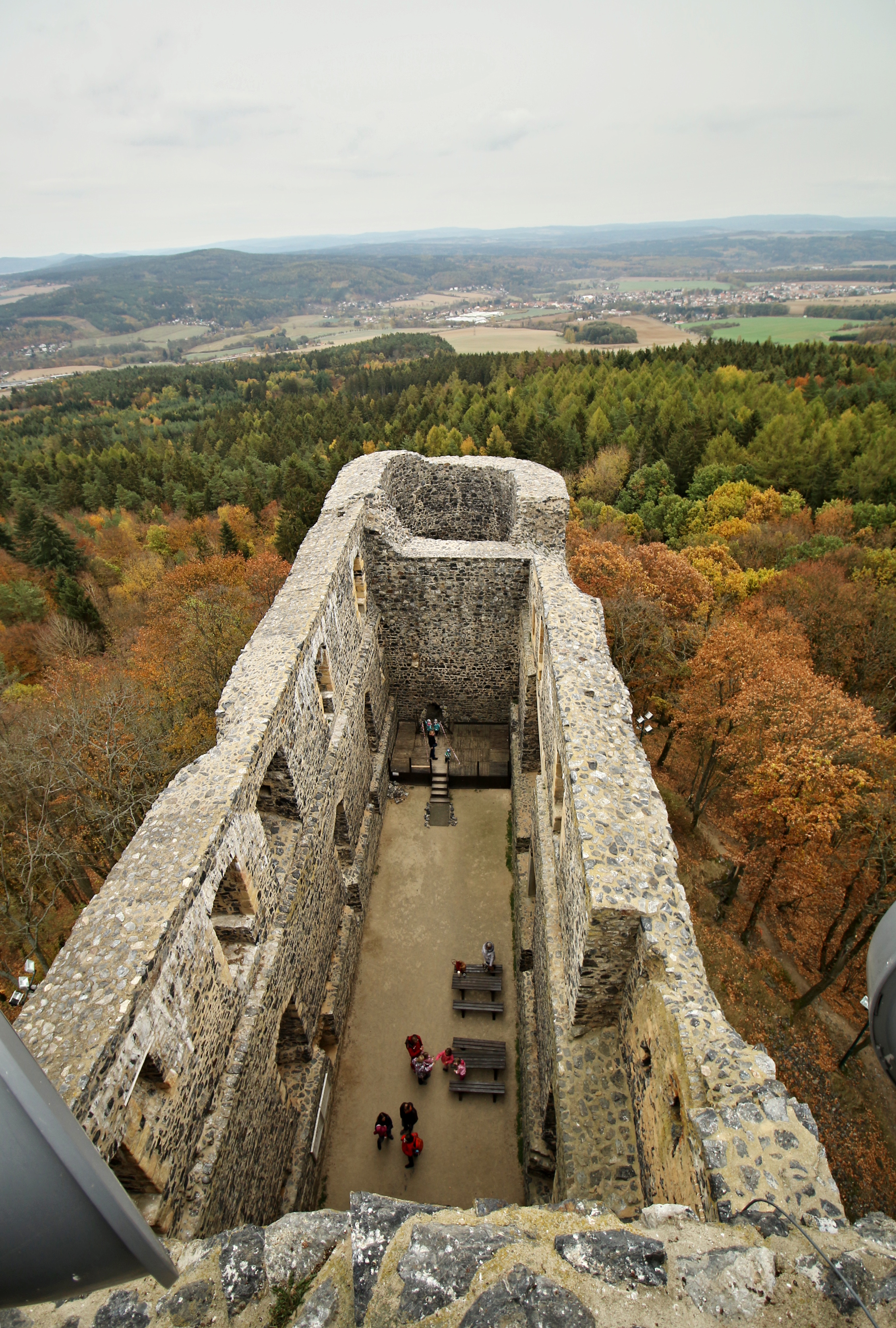
Interiér paláce. Vpravo je patrné zeslabení zdi v místě, kde bývala roubená komora.

Hrad rychle chátral a zdivo mohlo být také rozebíráno na stavební materiál. V soupisu pevností vhodných pro obranu, pořízeném roku 1643, se Radyně neobjevila, přestože měla mohutné zemní opevnění. Kokořovci zříceninu vlastnili až do roku 1710, kdy od nich šťáhlavské panství koupili Černínové z Chudenic. Posledním příslušníkem Černínů ve Šťáhlavech byl Jan Vojtěch Černín z Chudenic, který zemřel bez potomků v roce 1816 a panství odkázal hraběti Kristiánu Vincencovi z Valdštejna.
Nový majitel nechal v roce 1823 zříceninu upravit v romantickém stylu. Opravena byla čtverhranná věž, v níž byla zřízena jedna obyvatelná místnost a její vrchol byl upraven na rozhlednu. Podle popisu Františka Alexandra Hebera se do obytné místnosti vcházelo čalouněnými dveřmi. Pokoj osvětlovala dvě okna zasklená bílým a modrým sklem. Jeho dominantou byly kulatý stůl pro osm osob, krb a velký železný lustr.
| Rok  | Počet návštěvníků |
| ---- | ----------------- |
| 2015 | 21 517            |
| 2016 | 21 885            |
| 2017 | 25 632            |
| 2018 | 28 166            |
| 2019 | 28 182            |

V roce 1920 hrad koupila obec Starý Plzenec a založila Spolek pro záchranu Radyně a Hůrky, který začal s opravami zříceniny. Pod hradem byla u hájovny otevřena restaurace a její příjem sloužil k úhradám nákladných oprav. Ty spolek financoval především půjčkami splácenými veřejnou sbírkou. Spolek o hrad pečoval až do začátku padesátých let dvacátého století. Tehdy se majitelem zříceniny stal stát a následně byl na hradní čtverhranné věži vybudován převaděč televizního signálu. Činnost blízkého lomu způsobovala statické poruchy zdiva, takže v sedmdesátých letech proběhla další rozsáhlá oprava, která v roce 1981 umožnila otevření hradu návštěvníkům. Na začátku devadesátých let dvacátého století se hrad opět stal majetkem města Starý Plzenec.

## Stavební podoba

Půdorys hradu od Vojtěcha Krále z Dobré Vody publikovaný Augustem Sedláčkem

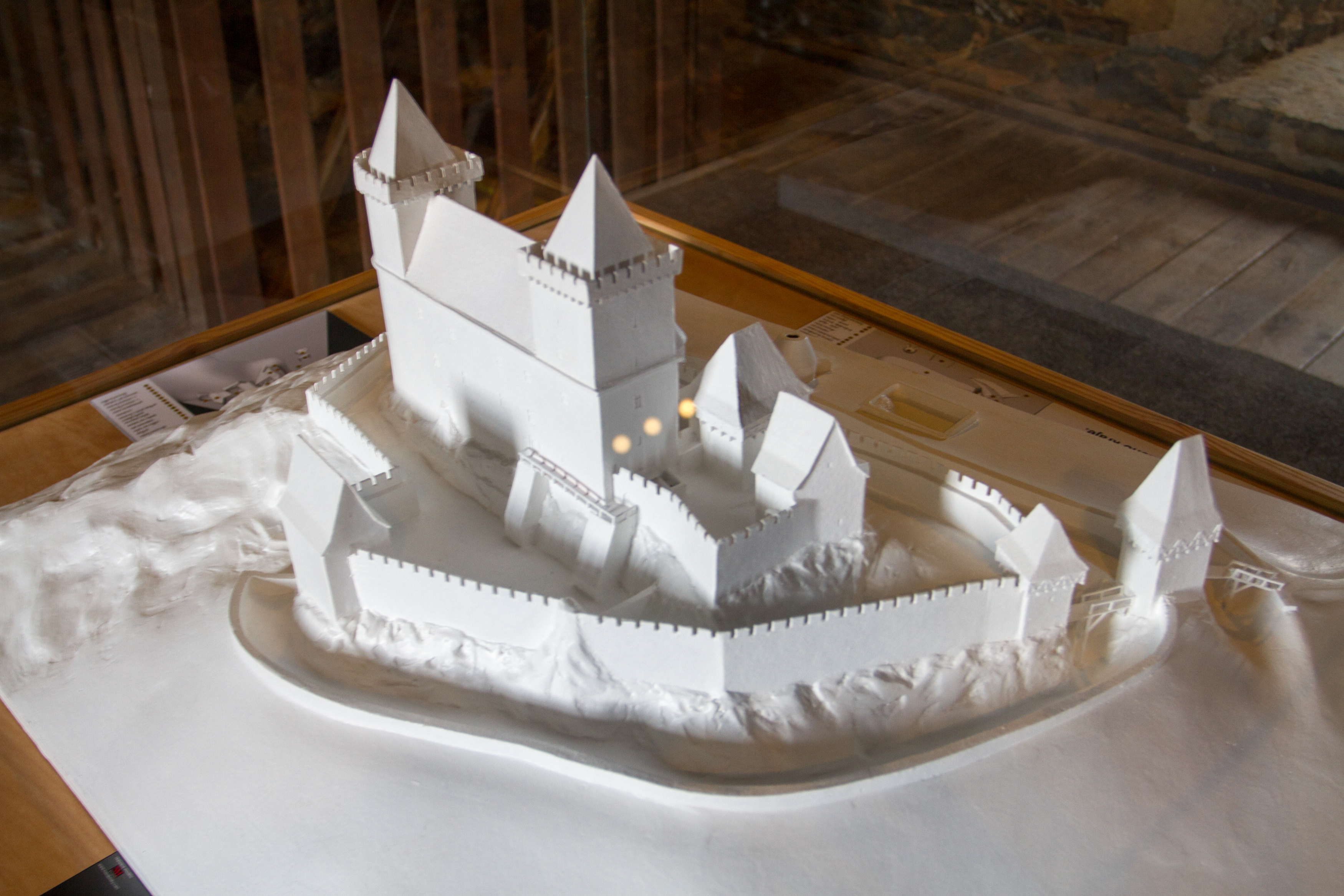
Model rekonstrukce podoby hradu

Jádrem hradu je obdélný palác, k jehož kratším stranám přiléhají obytné věže, z nichž jedna má čtverhranný a druhá polookrouhlý půdorys. Úzké staveniště tvořené skalním hřbetem neumožňovalo stavbu obvodového opevnění. Pod čtverhrannou věží bývalo malé nádvoří s cisternou na dešťovou vodu, ale jeho zástavba zanikla. Pouze drobné fragmenty se dochovaly i z vnějšího opevnění, které na čelní straně zesilovala parkánová hradba s jednou podkovovitou baštou. Před bývalými hradbami vede příkop, před nímž se nachází vnější val.

### Opevnění
Vstup do areálu hradu umožňovala budova první brány, před níž se nacházel krátký příkop. Z brány se vstupovalo na most přes příkop k věžové druhé bráně. Od věže nad hranou příkopu vedly hradební zdi silné 1,2 metru. Na čelní jižní straně bylo opevnění zesíleno parkánem, ale Petr Rožmberský a Milan Novobilský existenci parkánu zpochybnili. Podkovovitá bašta na východním konci hradby byla postavena nejspíše až v patnáctém století, a díky střílnám umožňovala bránit dno příkopu. Na severní straně hradba vedla k obdélné budově s vnitřními rozměry 9 × 6 metrů a dále pokračovala, už jen jako slabší zeď, ve strmém svahu pod půlválcovou věží. Budova mohla sloužit jako stáj.
Přístupová cesta vedla od druhé brány podél západní hradby. V místech, kde se prostor mezi zaniklou hradbou a skálou příhrádku zužuje na dva až tři metry, mohla stát kulisová třetí brána.
Prostor příhrádku pod čtverhrannou věží měří přibližně 18 × 16 metrů. Chránila ho téměř zaniklá zeď a v jihovýchodním nároží stávala budova, kterou August Sedláček považoval za okrouhlou věž. Cisterna je vysekaná ve skále do hloubky asi deseti metrů.

### Palác

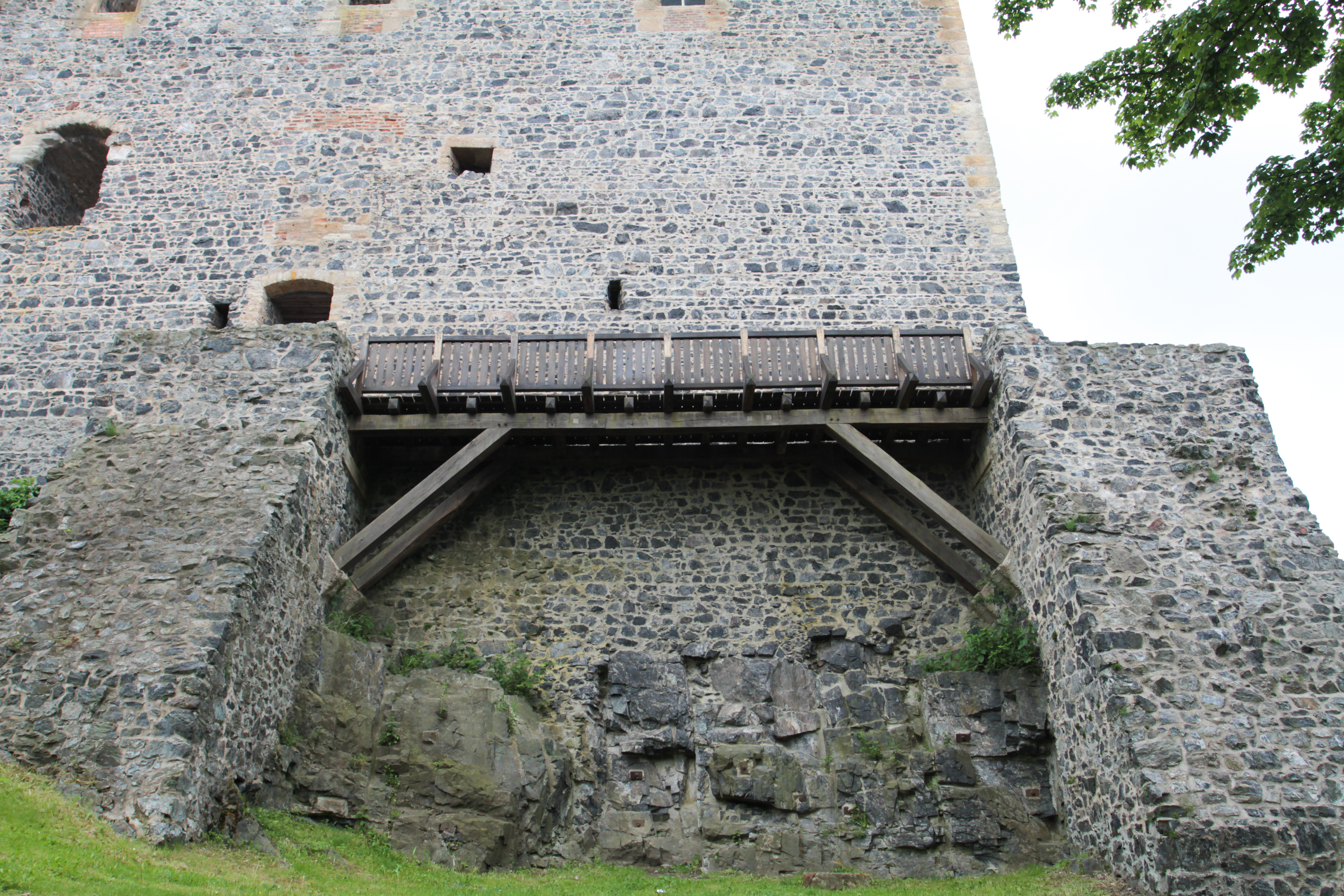
Novodobé řešení vstupu do paláce

Rozměry paláce s přilehlými věžemi jsou 49 × 11 metrů, přičemž vnitřní délka paláce dosahuje téměř 27 metrů. Tloušťka zdí se pohybuje většinou okolo 260 centimetrů. Suterén, rozdělený příčkami na tři prostory, osvětlovaný a větraný pouze střílnovitými okénky, sloužil jako sklepení a původně byl propojen průchodem se čtverhrannou věží. Podle architekta Václava Kleina se přes suterén vstupovalo do budovy, ale mladší badatelé předpokládají původní vstup přístupný po můstku podpíraném pilíři v prvním patře severní zdi. Jinou možností je, že původním vstupem býval zazděný otvor nad novodobým vchodem a přístup k němu umožňovala schodišťová věž ze severního nádvoří.

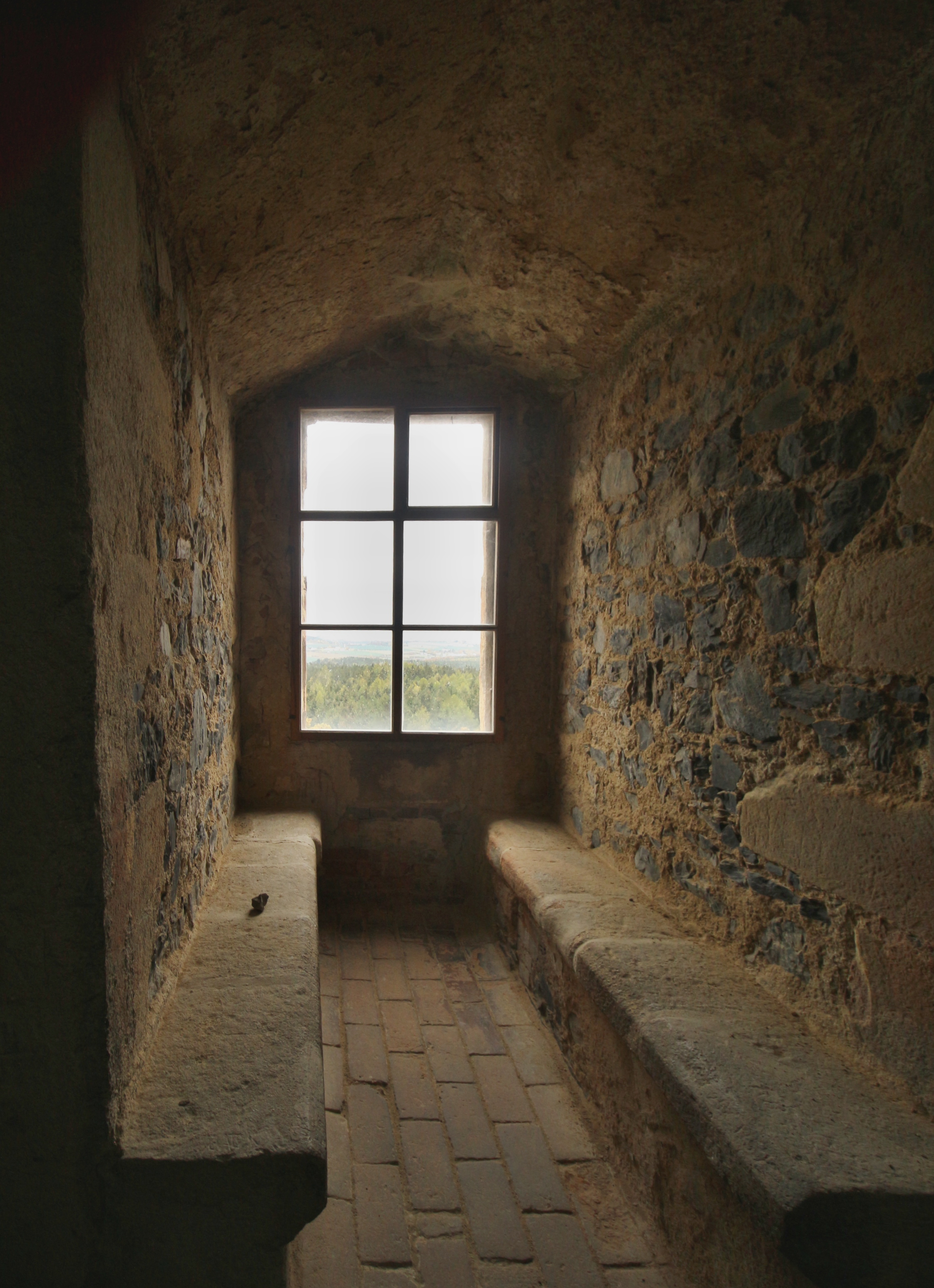
Okno se sedátky ve čtverhranné věži

Interiér paláce měl trámové stropy. Skladba místností prvního a druhého patra je nejasná, ale obytné prostory zahrnovaly dvě roubené komory. K vytápění sloužila kachlová kamna a v prvním patře se v severovýchodním rohu dochovalo torzo velkého krbu. Naproti krbu býval arkýřový prevét. Osvětlení vnitřních prostor zajišťovala velká obdélná okna umístěná především v severní zdi. Ve druhém patře býval, kromě jedné z roubených komor, velký sál s rozměry asi 20 × 7,5 metru a chodbička spojující palác se čtverhrannou věží.

### Věže
Ve druhém patře čtverhranné věže se nacházela obytná komnata osvětlená dvojicí velkých oken se sedátky. Její vytápění umožňoval velký krb a na jižní straně byla vybavena vlastním prevétem. Nad ní bývaly další dvě místnosti, z nichž vyšší se nacházela na úrovni novodobého vyhlídkového ochozu. Podle Dobroslavy Menclové z ní vedla chodbička, která procházela krovem paláce až do protilehlé věže. Prostor půlválcové věže nebyl až do úrovně druhého patra paláce nijak členěn. Mohl sloužit jako vězení a při vyklízení suti byly na jeho dně údajně nalezeny dvě lidské kostry.

## Radyně v kultuře

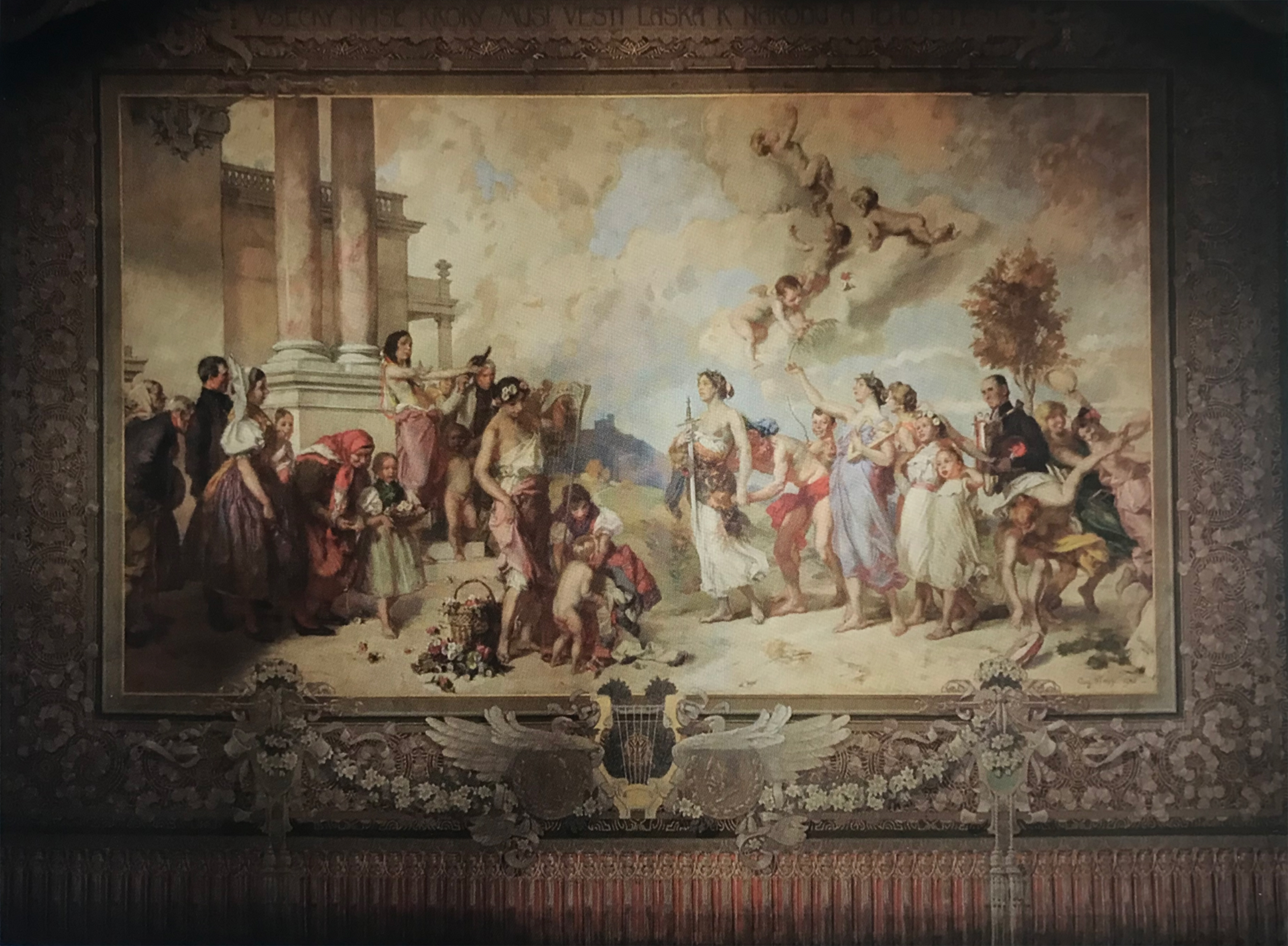
Radyně na oponě od Augustina Němejce v plzeňském Velkém Divadle

Hrad Radyně je vyobrazen na oponě plzeňského Velkého divadla, kterou namaloval v letech 1899–1902 Augustin Němejc. Radyně je zobrazena na levém zlatém řezu a dotváří tak pozadí výjevu, jakožto dominanta města Plzně, která je viditelná z mnoha jeho částí.